# Benthalbella infans
Benthalbella infans är en fiskart som beskrevs av Zugmayer, 1911. Benthalbella infans ingår i släktet Benthalbella och familjen Scopelarchidae. Inga underarter finns listade.

## Bildgalleri

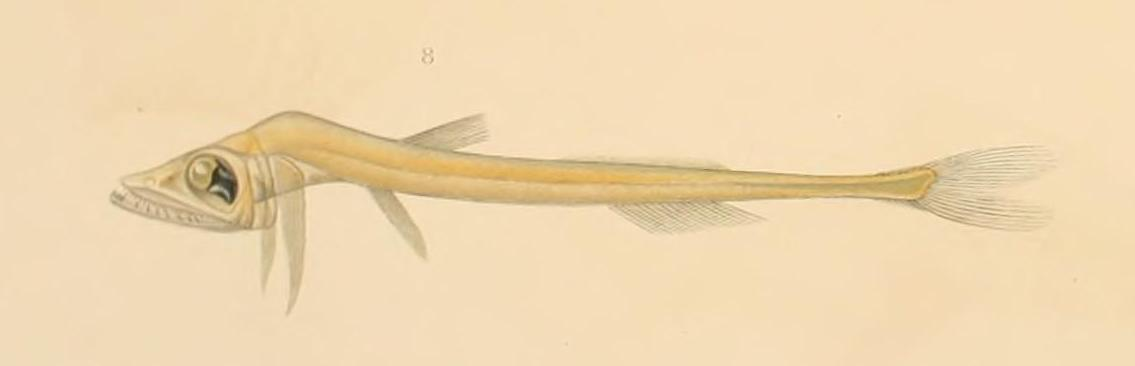
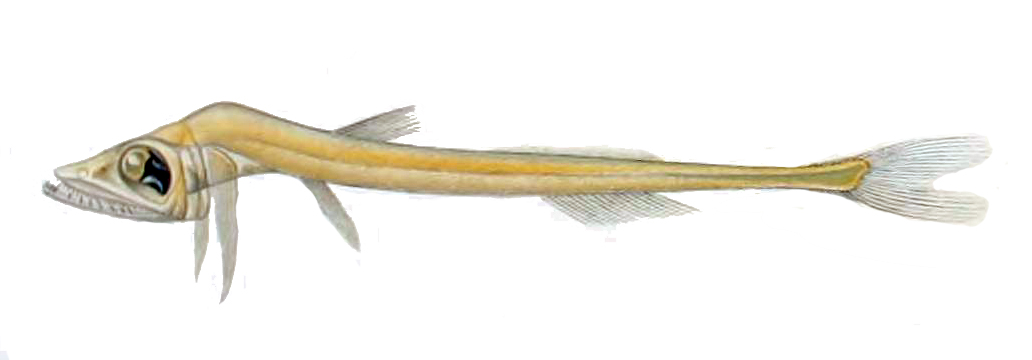